# 高井保弘
高井 保弘（たかい やすひろ、 1945年2月1日 - 2019年12月13日）は、愛媛県今治市出身のプロ野球選手（内野手）。
主に代打で活躍した選手として知られている。愛称は「世界の代打男」。現役引退後も破られていない通算代打本塁打27本の世界記録を保持している。「自分にとって代打とは何か」という質問に対して「一振りで家族を養う仕事」と答えた。太目の体型から愛称はブーちゃん、ブータン。娘は松波美鶴。

## 経歴
今治西高校では1年次の秋から4番打者を任され、右翼を守った。
1962年に夏の甲子園愛媛県予選準決勝に進出するが川之江高校に敗退。甲子園には出場できなかったものの、「四国に高井あり」と評価された。社会人野球の名古屋日産モーター（野球部は後に休部。会社は現在の愛知日産自動車）を経て、1964年に阪急ブレーブスに入団。名古屋時代、高井の打球がグランド左翼後方の民家の屋根瓦を割ることがしばしばあり、阪急の丸尾千年次スカウトから注目されていた。阪急のほかに2球団から誘いを受けていたが、高井はベテランが多い球団なら早くレギュラーに定着できると考え、当時人気が低かった阪急への入団を決意した。
1967年にファームで3割7分の打率を残して首位打者となり、翌1968年には本塁打王と打点王の二冠を獲得する。最終的にファームでは1966年から1970年までの間に首位打者1回、本塁打王2回、打点王2回、最多塁打3回の成績を残した。しかし、監督の西本幸雄は変化球を苦手にする高井を一軍ではあまり起用せず、高井は飛距離をより伸ばすことで西本にアピールした。変化球への対応力の低さに加えて高井の守備力には難があり、彼が守れそうな一塁には加藤英司やダリル・スペンサーがいたため、守る場所が無い彼は一軍に定着できなかった。1967年から本格的に代打で起用されるようになるが、高井にとっては不本意だった。1967年9月2日の近鉄戦で、高井は板東里視から初めての代打本塁打を放つ。この日の試合は負けに終わるが、引退後の自著では初の代打ホームランについての思い入れの深さを述懐し、当時の新聞記事の切り抜きを大事に保管していることも明かした。
高井は一軍に帯同し始めた頃にスペンサーの姿勢に倣い、試合中、常に相手を観察し、気づいたことをメモしておくようになった。結果、相手投手のクセを見抜くことを得意とするようになった。パ・リーグの一軍に籍を置く投手はおろか、公式戦では対戦することのないセ・リーグの投手に関しても、オープン戦で対戦しただけで見抜いたという。これが後の「代打男」としての礎となる。
高井は守備力に難があり、当時のNPBでは指名打者制度が採用されていなかったこともあって、その後も代打での起用が中心であった。1970年からは、試合終盤の要所で代打に起用されることが多くなる。一軍とファームを行き来していたころは見抜いたクセを実戦に応用する機会は少なかったが、一軍に帯同する機会が多くなった1972年ごろから、クセ盗みの有用性に確信を持つようになる。1974年に高井は太平洋クラブライオンズの東尾修から通算14本目の代打本塁打を放ち、中西太、穴吹義雄が保持していた当時の代打本塁打日本記録を塗り替える。同年のオールスターに選出され、第1戦の9回裏・1死1塁の場面に山崎裕之の代打として出場する。松岡弘の投じた2球目をレフトスタンドにはじき返し、オールスター史上初の代打逆転サヨナラ本塁打を放った。松岡の変化球を投げる際のクセはすでに見抜いており、1死1塁という場面からシュートが投げられると予想していた。高井のオールスター選出はこの年のみ、しかもスイングはホームランを打った時の1回きり（第3戦でも代打で出場したがストレートの四球）であり、代打男の真骨頂と言えるパフォーマンスであった。このホームランを観ていたアメリカ人記者の提唱によって指名打者制度が検討されるようになった。1974年に代打本塁打6本を記録し、当時のシーズン最多代打本塁打数を更新するが、後に大島康徳によって記録を更新される。
1975年8月27日のロッテ戦で金田留広から通算19本目の代打本塁打を放ち、ジェリー・リンチが保持していた当時の通算代打本塁打数の世界記録を更新した。
1975年からパ・リーグで指名打者が導入される。当初は長池徳二が外野手から指名打者に回ったが、1977年には長池に代わりレギュラーを獲得。初めて規定打席（リーグ11位、打率.277）に達しリーグ優勝に貢献、ベストナインにも選ばれた。
1978年にはシーズン途中で右脇腹、左手首の2箇所を痛め、医師からも入院の言葉が出たが断り、左足首にガムテープを巻きながらも出場を続け、打率.302（10位）、22本塁打と活躍、チームも4年連続リーグ優勝。ヤクルトとの日本シリーズでは、第1戦で先発の安田猛からシリーズ初本塁打を放つなど3安打。しかしその後の試合は無安打と真価を発揮できなかった。
1979年には自己最高の打率.324（7位）を記録している。
1980年には開幕から打撃低迷が続き、河村健一郎に指名打者を譲り、代打として出場する試合が多くなった。
1981年9月3日の西武戦で永射保から生涯3度目の代打サヨナラ本塁打を放ち、これが高井にとって最後の代打本塁打となった。
1982年にファーム落ちを宣告され、引退を決意する。1982年8月20日の近鉄戦で、鈴木啓示から選手生活最後の本塁打を放った。「右の高井・左の藤井」の代打陣はパリーグ最強と恐れられた。
引退後はラジオ関西「ゴールデンナイター」解説者（1983年 - 2005年）を長く務め、引退直後、解説の仕事で球場に赴くと、鈴木に「まだまだ打てるやろ。うちへ来て。ええ背番号、空いてまっせ」と頼まれたが、高井は「アホぬかせ」と笑って返した。
解説業の傍らで西宮市内に小料理屋を開き、壁には、代打本塁打と同じ27本のバットを並べた。元々、現役時代の遠征先の楽しみは郷土料理で、作り方を聞いて勉強するほどの料理好きで、自分でも包丁を握った。
店は繁盛し、小料理屋以外にもスポーツ整体研究所も開いたが、阪神・淡路大震災で被災して店舗を失う。その後は52歳で初めての就職活動を行い、ビル管理会社のサラリーマンとして伊勢丹で働き、その後の2013年まではJR立花駅前の商業ビルで警備員を務めていた。
警備員時代はリーダー役を任され、各現場に配置する警備員の数や顔ぶれを決めた。投手をじっと観察した現役時代の習性が役立ち、適性や性格、組み合わせの相性を見て判断した。15年間も愛妻弁当を携えて、懸命に働いた。 
マスターズリーグでは、大阪ロマンズに参加していた。
2019年12月13日午前9時44分、腎不全のため西宮市内の病院で死去。74歳没。

## 選手としての特徴
高井はバットコントロールに長けた巧打者として評価されている。憧れの選手に山内一弘を挙げ、彼のインコースの打ち方を目標にしていた。選手時代の体重は約92kg、173cmの身長、手のひらは18.2cm、足の大きさは25cmと小柄で、身体に大きな負担がかかっていた。高井は指の短さを補うため、グリップが細い特注のバットを使用していた。また、遠心力を利用して打球の飛距離をより伸ばすため、高井のバットはグリップが細いだけでなく長く先が太くなっていた。しかし、特注のバットは高井の手に負担をかけ、軟骨突起（ガングリオン）を引き起こした。右手甲の軟骨突起のほか、両膝の捻挫、椎間板ヘルニア、脇腹痛、両足首痛など、選手時代を通して高井は多くの怪我に悩まされていた。ある時は故障のためにプラスチック製のコルセットを腹に巻き、別の時には手首の保護のためにスキー用の手袋をはめて出場したこともあった。
高井のメモには、投手がセットポジションに入る際の手首の角度、グラブの立ち方、指の広がりが書きとめられていた。高井の研究ノートは球場でのメモ用と、それを試合後に球団別に整理し直した2種類があった。広島東洋カープから阪急に移籍した水谷実雄は自分のベンツと高井のメモの交換を持ちかけたが、高井は提案に応じなかった。
代打を告げられた後、高井はメモに記録した内容を頭の中で整理し、精神を集中するために、あえて遅く歩いてバッターボックスに入った。球審は早くバッターボックスに入るよう目で催促することもあったが、高井は自分のペースを崩さなかった。高井は投手の挙動から投げる球種を予想した後、右目で捕手の動きと位置、左目で投手を見て、球のコースを判断していた。打ちに行く球種の狙いは絞り込まれており、早いカウントから勝負に出た。27本の代打ホームランのうち、最初のストライク球をホームランにしたものが8、その中で初球ホームランは4つを占めている。相手投手に自信を付けさせないため、新聞記者に苦手とする投手について聞かれた時には「一人もいない」と答えていた。
相手投手のクセを見つけるためにはバックネット裏まで行くことが必要だったが、ビジター球場では普段着のジャンパーを着たり帽子を脱ぐなど正体を悟られないような方法を使った。しかし、近鉄の神部年男のクセだけは見抜くことができなかった。また、メモにはただクセを書き連ねるだけでなく、以下のような独自の記号も併用していた。同僚だった佐藤義則はクセを見抜くのは早かったと述べている。
| セ | セットポジション |
| ワ | ワインドアップ   |
| 〇 | ストレート       |
| △  | カーブ           |

サヨナラの場面で代打に向かう際、チームメイトに「お前ら、帰る準備しとけや」と豪語、サヨナラ打を決めたこともある。野村克也が「ささやき戦術」で「何（のボール）待ってんのや」と話しかけてきたときには、「ヤマの張り合いをしよう」と持ちかけ、投球の球種を当てた上に、最後には本塁打した。ダイヤモンドを一周して戻ってきたときに野村が「われ、何でわかんのや」と聞いたが「そんなこと言えまっか、言えまへん」と答えたという。西本幸雄が近鉄の監督時代に会った折、「（江夏の21球の場面に）おまえがウチにおってくれたらなぁ」と言われ、西本の阪急監督時代に使ってもらえなかった高井は「ざまぁ見やがれ」という気持ちになったという。代打での出場が多い高井の年俸はレギュラーメンバーの半分にも届かず、「名前は高井、給料は安い」とヤジを飛ばされたこともあった。
高井は選手生活で19回の犠牲バントを試み、すべて成功させている。うち4回がスクイズであり、1982年9月26日の南海戦では代打スクイズを成功させた。

## 詳細情報

### 年度別打撃成績
| 年 度      | 球 団      | 試 合 | 打 席 | 打 数 | 得 点 | 安 打 | 二 塁 打 | 三 塁 打 | 本 塁 打 | 塁 打 | 打 点 | 盗 塁 | 盗 塁 死 | 犠 打 | 犠 飛 | 四 球 | 敬 遠 | 死 球 | 三 振 | 併 殺 打 | 打 率 | 出 塁 率 | 長 打 率 | O P S |
| ---------- | ---------- | ----- | ----- | ----- | ----- | ----- | -------- | -------- | -------- | ----- | ----- | ----- | -------- | ----- | ----- | ----- | ----- | ----- | ----- | -------- | ----- | -------- | -------- | ----- |
| 1966       | 阪急       | 12    | 12    | 12    | 1     | 1     | 0        | 0        | 0        | 1     | 0     | 0     | 0        | 0     | 0     | 0     | 0     | 0     | 2     | 2        | .083  | .083     | .083     | .167  |
| 1967       | 阪急       | 62    | 85    | 77    | 6     | 17    | 3        | 0        | 1        | 23    | 8     | 2     | 0        | 0     | 1     | 5     | 0     | 1     | 22    | 3        | .221  | .277     | .299     | .576  |
| 1969       | 阪急       | 9     | 6     | 5     | 0     | 1     | 0        | 0        | 0        | 1     | 0     | 0     | 0        | 0     | 0     | 1     | 0     | 0     | 2     | 0        | .200  | .333     | .200     | .533  |
| 1970       | 阪急       | 44    | 72    | 66    | 9     | 16    | 3        | 0        | 5        | 34    | 15    | 0     | 0        | 0     | 0     | 6     | 0     | 0     | 18    | 4        | .242  | .306     | .515     | .821  |
| 1971       | 阪急       | 5     | 9     | 9     | 0     | 1     | 0        | 0        | 0        | 1     | 1     | 0     | 0        | 0     | 0     | 0     | 0     | 0     | 1     | 1        | .111  | .111     | .111     | .222  |
| 1972       | 阪急       | 86    | 246   | 207   | 31    | 56    | 9        | 0        | 15       | 110   | 44    | 1     | 0        | 1     | 2     | 34    | 0     | 2     | 25    | 9        | .271  | .379     | .531     | .910  |
| 1973       | 阪急       | 90    | 152   | 128   | 19    | 36    | 4        | 0        | 8        | 64    | 22    | 1     | 0        | 5     | 1     | 18    | 0     | 0     | 14    | 5        | .281  | .370     | .500     | .870  |
| 1974       | 阪急       | 102   | 161   | 133   | 17    | 37    | 4        | 0        | 9        | 68    | 31    | 1     | 0        | 0     | 5     | 23    | 3     | 0     | 20    | 6        | .278  | .385     | .511     | .896  |
| 1975       | 阪急       | 96    | 192   | 180   | 12    | 46    | 8        | 0        | 6        | 72    | 28    | 0     | 0        | 0     | 3     | 9     | 1     | 0     | 33    | 10       | .256  | .291     | .400     | .691  |
| 1976       | 阪急       | 94    | 263   | 225   | 30    | 55    | 7        | 0        | 15       | 107   | 47    | 3     | 0        | 3     | 3     | 32    | 1     | 0     | 34    | 8        | .244  | .339     | .476     | .814  |
| 1977       | 阪急       | 111   | 405   | 364   | 34    | 101   | 13       | 0        | 11       | 147   | 56    | 0     | 0        | 2     | 4     | 30    | 1     | 5     | 50    | 16       | .277  | .341     | .404     | .745  |
| 1978       | 阪急       | 116   | 424   | 377   | 47    | 114   | 13       | 1        | 22       | 195   | 77    | 1     | 1        | 5     | 7     | 33    | 4     | 2     | 45    | 10       | .302  | .362     | .517     | .879  |
| 1979       | 阪急       | 113   | 415   | 367   | 54    | 119   | 22       | 0        | 21       | 204   | 66    | 1     | 4        | 1     | 3     | 41    | 0     | 3     | 58    | 13       | .324  | .397     | .556     | .952  |
| 1980       | 阪急       | 76    | 197   | 170   | 13    | 32    | 6        | 0        | 7        | 59    | 25    | 1     | 0        | 1     | 3     | 21    | 0     | 2     | 35    | 2        | .188  | .285     | .347     | .632  |
| 1981       | 阪急       | 85    | 138   | 115   | 14    | 27    | 1        | 0        | 9        | 55    | 24    | 0     | 1        | 0     | 1     | 22    | 1     | 0     | 32    | 1        | .235  | .358     | .478     | .836  |
| 1982       | 阪急       | 34    | 44    | 41    | 1     | 6     | 1        | 0        | 1        | 10    | 2     | 0     | 0        | 1     | 0     | 2     | 0     | 0     | 9     | 0        | .146  | .186     | .244     | .430  |
| 通算：16年 | 通算：16年 | 1135  | 2821  | 2476  | 288   | 665   | 94       | 1        | 130      | 1151  | 446   | 11    | 6        | 19    | 33    | 277   | 11    | 15    | 400   | 90       | .269  | .346     | .465     | .811  |

### 表彰
- ベストナイン：1回（指名打者部門：1977年）
- オールスターゲームMVP：1回（1974年 第1戦）
- パ・リーグプレーオフ首位打者賞：1回（1979年）

### 記録
初記録
- 初出場：1966年6月8日、対近鉄バファローズ8回戦（阪急西宮球場）、7回裏に柿本実の代打で出場
- 初安打：1966年8月16日、対近鉄バファローズ20回戦（日生球場）、9回表に石井晶の代打で出場、牧野伸から単打
- 初打点：1967年4月9日、対東映フライヤーズ2回戦（後楽園球場）、9回表に早瀬方禧の代打で出場、伊藤芳明から右翼線へ先制決勝適時二塁打
- 初先発出場：1967年5月21日、対近鉄バファローズ6回戦（阪急西宮球場）、7番・一塁手で先発出場
- 初本塁打：1967年9月2日、対近鉄バファローズ20回戦（日生球場）、9回表に中沢伸二の代打で出場、板東里視から3ラン

節目の記録
- 100本塁打：1979年6月12日、対近鉄バファローズ前期10回戦（西京極球場）、7回裏に山口哲治から右中間ソロ ※史上104人目
- 1000試合出場：1980年8月14日、対日本ハムファイターズ後期5回戦（西京極球場）、7回裏に八木茂の代打で出場 ※史上219人目

その他の記録
- 通算代打本塁打27本 ※世界記録、日本記録、パ・リーグ記録
- シーズン最多代打本塁打6本：1974年 ※パ・リーグ記録
- 1995打席目に初三塁打 ※日本人史上最遅、プロ野球記録はオレステス・デストラーデの2066打席目
- オールスターゲームでサヨナラ本塁打：1974年第1戦、9回裏に松岡弘から ※史上3本目、初出場で記録したのは史上初、初打席で記録したのは史上唯一[48]
- オールスターゲーム出場：1回（1974年）

### 背番号
- 44（1964年 - 1966年）
- 35（1967年 - 1972年）
- 25（1973年 - 1982年）

## 関連情報

### 著書
- 『代打男』（恒文社, 1983年8月）